# Pssst! Unser Geheimnis
Pssst! Unser Geheimnis  ist eine Kinderbuchserie von Thomas Brezina vor allem für Mädchen ab 8 Jahren. Sie erscheint seit 1999 im Ravensburger Buchverlag. Bis 2006 wurde die Serie in sechs Sprachen übersetzt.
In jedem Pssst! Unser Geheimnis-Buch ist eine Geheimschrift oder ein Geheimschrift-Decoder enthalten.

## Hauptpersonen
- Krissi Kiska

hat noch 2 Brüder (Caesar und Antonius), sie liebt Geisterbahnen und Achterbahnen, hat einen Hund (Amadeus) und 2 Katzen (Daisy und Donald), wird oft mit ihrer Mutter verwechselt und alle finden, dass sie mutig ist.
- Bix (Beatrix) Taler

hat noch einen kleinen Bruder (Felix), findet sich selbst zu dick, sie hat 2 Kaninchen namens Dick und Doof. Ihr Vater starb, als sie vier Jahre alt war, durch einen Motorradunfall, doch ihre Mutter hat einen neuen Freund namens Ben, mit dem sie sehr gut auskommt.
- Vanessa Reininghaus

hat 2 Schwestern (Wanda und Susanna), besitzt 5 Wellensittiche mit den Namen 1–5, macht Karate und experimentiert gerne mal herum. Ihr Spitzname ist "Grübel", weil sie wenig redet und viel denkt.

## Handlung
Krissi, Bix und Vanessa sind die besten Freunde. Eines Tages finden sie die sprechende, Zigaretten rauchende und Chips fressende Kröte Alexa. Von da an stehen die drei Mädchen in ihrem Auftrag. Sie müssen Hexen suchen, Vampire jagen oder Werwölfe enttarnen. Während dieser Abenteuer erleben die Mädchen Sachen, die die Leserinnen in diesem Alter gut kennen, verlieben sich, machen eine Diät, schwärmen für Fernsehhelden und streiten untereinander.

## Bisher erschienene Bücher
1. Die Mitternachtsparty
2. Der unheimliche Verehrer
3. Der Schönheits-Zauber
4. Ein Monster namens kleine Schwester
5. Die geheimnisvolle Neue
6. Brav sein? Nein danke!
7. Der Speck muss weg
8. Immer diese Eltern!
9. Schießt die Jungen auf den Mond!
10. Schlechte Noten gehören verboten!
11. Schokoeis und Ketchup
12. Die Klavierquälerin
13. Brillenschlange und Zahnspangenziege
14. Her mit den flotten Klamotten
15. Die Schreckschraubentante
16. Was Spaß macht, ist verboten!
17. Ups, ist das peinlich!
18. Voll verknallt!
19. Hilfe, ich bin Prinzessin!
20. Gute Fee gesucht!
21. Traumrolle mit Traumprinz
22. Klassenfahrt mit Geisterkuss
23. Mädchen vor, noch ein Tor!
24. Ich krieg die Krise!
25. Die Lehrer-Fernbedienung
26. Die verknallte Mumie

Sonderband: Das streng geheime Tagebuch; Hilfe, liebes Tagebuch!; Voll verknallt